# Chapbook
Chapbook è un termine generico per indicare un particolare tipo di libri tascabili, popolari dal sedicesimo fino alla fine del ventesimo secolo. Non esiste una definizione esatta, Chapbook può significare qualsiasi cosa abbia fatto parte della merce di un chapman, una sorta di venditore ambulante.
Il termine chapbook è stato riconosciuto dai bibliofili del diciannovesimo secolo come una varietà di materiale stampato usa e getta. Include molti tipi di stampe, tra cui volantini, trattati di politica e religione, poesie, storie popolari, letteratura per bambini ed almanacchi.

## Storia

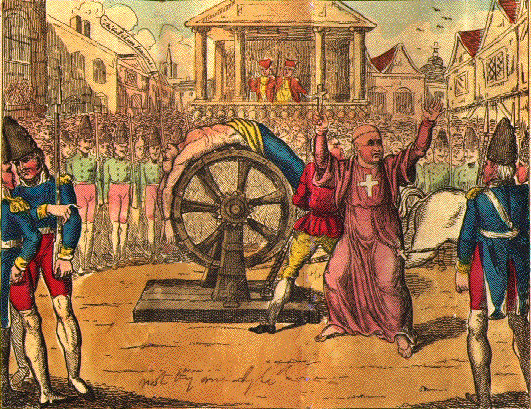
Frontespizio di chapbook inglese (fine Settecento o inizio Ottocento).

Esistono documenti provenienti dal Cambridgeshire, risalenti già al 1553, che riportano di un uomo che offre una ballata scurrile maistres mass («agli avventori») in una taverna, e di un ambulante che vende lytle books («libriccini») ai passanti, tra cui un rammendatore di abiti usati, nel 1578. Si tratta di articoli il cui smercio era probabilmente tipico del mercato dei chapbook. Le ballate erano canzoni popolari, vendute, in forma di volantini, a un penny o a mezzo penny, per le strade cittadine e nei villaggi britannici, tra il sedicesimo secolo e l'inizio del ventesimo secolo. Cronologicamente, sono anteriori ai chapbook, ma presentano contenuti analoghi, nonché sistemi di distribuzione e commercializzazione simili.
I chapbook scomparvero gradualmente a partire dalla metà del diciannovesimo secolo, svantaggiati dalla competizione con giornali economici e, specialmente in Scozia, ad opera di associazioni religiose che li ritenevano empi.
Nonostante abbiano avuto origine in Inghilterra, molti furono stampati negli Stati Uniti nello stesso periodo. I chapbook sono pubblicati in Sudamerica a tutt'oggi.
A causa della loro natura fragile, raramente sopravvivevano come singoli articoli. Erano rivolti ad acquirenti senza biblioteche e, in un'epoca in cui la carta era costosa, erano usati per incartare. La carta aveva anche usi igienici e ci sono fonti dell'epoca che testimoniano l'uso dei chapbook alla stregua di carta igienica.
Molti dei chapbook sopravvissuti appartengono alla collezione di Samuel Pepys (tra il 1661 ed il 1688) e sono ora conservati al Magdalene College di Cambridge. Anche Anthony Wood collezionò 65 chapbook, (di cui 20 risalenti a prima del 1660), che si trovano oggi alla Biblioteca Bodleiana. Esistono anche importanti collezioni scozzesi.

## Produzione e distribuzione
I chapbook sono prevalentemente piccoli libretti, di solito stampati su un foglio singolo ripiegato in modo da formare 8, 12, 16 o 24 pagine, a volte illustrato con xilografie che avevano poco a che vedere con il testo. Erano prodotti a basso prezzo, tuttavia la categoria non ha veri limiti: alcuni chapbook erano lunghi, di buona fattura ed alcuni persino storicamente precisi.
Il centro di produzione di chapbook e ballate era Londra e, fino al grande incendio, le stamperie erano collocate intorno al London Bridge. Comunque una caratteristica dei chapbook è anche la proliferazione di stamperie provinciali, specialmente in Scozia ed a Newcastle upon Tyne.

## Contenuti
I chapbook erano un importante mezzo per la diffusione della cultura popolare, specialmente nelle aree rurali. Si occupavano di intrattenimento, informazione e storia (generalmente poco affidabile). Al giorno d'oggi sono considerati come la registrazione di una cultura popolare che non avrebbe potuto sopravvivere in alcun'altra forma.
Il prezzo era fissato in modo da poter vendere i chapbook agli operai, anche se il mercato non era limitato alla sola classe operaia. Va ricordato che in Inghilterra l'alfabetizzazione era comune, così come in Scozia. Molti lavoratori sapevano leggere e i modelli di lavoro pre-industriali offrivano dei periodi durante i quali era permesso leggere. I chapbook erano senza dubbio usati per leggere in famiglia o a gruppi in birreria.
Hanno anche contribuito allo sviluppo dell'alfabetizzazione. Una prova ulteriore dell'uso da parte di autodidatti ci viene da Francis Kirkman, autore ed editore, che ha descritto come i chapbook alimentavano la sua immaginazione ed il suo amore per i libri.
Il numero di tiratura era impressionante. Negli anni sessanta del seicento erano stampati almeno 400 000 almanacchi, un numero tale da coprire circa una famiglia su tre in Inghilterra. I tipografi fornivano i chapbook ai venditori (detti chapmen) a credito, questi li portavano in giro per il paese e li vendevano porta a porta, ai mercati e alle fiere, poi ritornavano a saldare il loro debito. Ciò facilitava la distribuzione e cospicue vendite con il minimo costo, e forniva anche ai tipografi un riscontro su quali fossero i titoli più popolari. Gli editori distribuivano anche cataloghi di chapbook che si potevano trovare nelle biblioteche della gentry.
Pepys possedeva una collezione di ballate raccolte in volumi, nei quali rientrano gli argomenti della maggior parte dei chapbook, con la seguente classificazione:
1. Dedizione e moralità
2. Storia (vera e fantastica)
3. Tragedie: omicidi, esecuzioni e giudizi divini
4. Stato e tempo
5. Amore – piacevole
6. Idem – sgradevole
7. Matrimoni, corna &C.
8. Mare – amore, prodezze e azione
9. Alcolismo e compagnia bella
10. Humour e miscellanea

Le storie nella maggior parte dei chapbook possono essere ricondotte a origini più antiche. Bevis of Hampton era una storia d'amore del tredicesimo secolo. La struttura di The Seven Sages of Rome proveniva addirittura dall'oriente ed era usata da Chaucer. Molti scherzi sul clero ignorante erano presi da The Friar and the Boy, stampato intorno al 1500 da Wynkyn de Worde, e da The Sackfull of News, (1557).
Racconti storici ambientati in un passato mitico e fantastico erano molto popolari. La selezione è interessante: Carlo I e Oliver Cromwell non appaiono come figure storiche nella collezione di Pepys ed Elisabetta I d'Inghilterra una sola volta. La Guerra delle due rose e la Guerra civile inglese non compaiono. Enrico VIII compare "in incognito" nell'insurrezione con i mugnai e invitandoli poi a Corte per ricompensarli. C'erano numerosi personaggi eroici come San Giorgio, Guy of Warwick, Robin Hood e altri eroi meno conosciuti quali Clim of Clough e William of Cloudesley. Il clero appariva ogni tanto, specialmente con figure atte a suscitare l'ilarità del lettore.

## Influenza
I chapbook ebbero una grande influenza. Circa l'80% delle canzoni popolari inglesi collezionate all'inizio del ventesimo secolo sono state collegate a pubblicazioni precedenti, oltre novanta di queste potrebbero derivare da pubblicazioni risalenti a prima del 1700. Pare che la maggior parte delle ballate possa essere datata intorno al 1550-1600.
Uno dei chapbook più influenti e popolari è stato Seven Champions of Christendom (1596) di Richard Johnson, in quanto sembra essere la fonte per l'introduzione del personaggio di San Giorgio nella maggior parte delle commedie popolari.
Il romanzo Dorastus and Fawnia di Robert Greene, alla base de Il racconto d'inverno di Shakespeare era ancora pubblicato in edizione economica negli anni ottanta del seicento. Alcune storie continuavano ad essere pubblicate anche nel diciannovesimo secolo.

## Chapbookmoderni

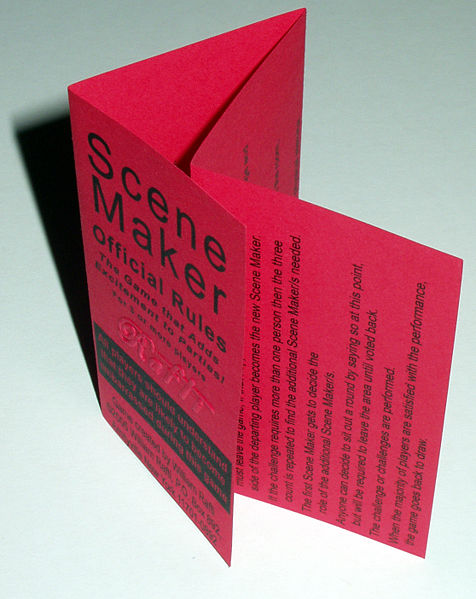
Un moderno chapbook, in questo caso per un gioco di società.

Chapbook è anche un termine usato correntemente per denotare pubblicazioni a basso costo specialmente di poesia. I chapbook di poesia tendono a focalizzarsi su temi, storie o forme specifici in tutto l'intero libro.